# Belvédère Interglaciaal
| Indeling van het Pleistoceen                                                                                             | Indeling van het Pleistoceen | Indeling van het Pleistoceen | Indeling van het Pleistoceen | Indeling van het Pleistoceen | Indeling van het Pleistoceen |
| Internationaal | Internationaal               | Internationaal               | Noordwest-Europa             | Noordwest-Europa             | Noordwest-Europa             |
| Serie | Subserie                     | Etage                        | Super-etage                  | Etage                        | Tijd (Ma)                    |
| --- | ---------------------------- | ---------------------------- | ---------------------------- | ---------------------------- | ---------------------------- |
| Holoceen | Vroeg                        | Greenlandien                 | Holoceen                     | Holoceen                     | jonger                       |
| Pleistoceen | Laat                         | (onbenoemd)                  | (onbenoemd)                  | Weichselien                  | 0,116 - 0,0117               |
| Pleistoceen | Laat                         | (onbenoemd)                  | (onbenoemd)                  | Eemien                       | 0,126 - 0,116                |
| Pleistoceen | Midden                       | Chibaien                     | (onbenoemd)                  | Saalien                      | 0,238 - 0,126                |
| Pleistoceen | Midden                       | Chibaien                     | (onbenoemd)                  | Oostermeer                   | 0,243 - 0,238                |
| Pleistoceen | Midden                       | Chibaien                     | (onbenoemd)                  | (onbenoemd)                  | 0,324 - 0,243                |
| Pleistoceen | Midden                       | Chibaien                     | (onbenoemd)                  | Belvédère                    | 0,338 - 0,324                |
| Pleistoceen | Midden                       | Chibaien                     | (onbenoemd)                  | (onbenoemd)                  | 0,386 - 0,338                |
| Pleistoceen | Midden                       | Chibaien                     | (onbenoemd)                  | Holsteinien                  | 0,418 - 0,386                |
| Pleistoceen | Midden                       | Chibaien                     | (onbenoemd)                  | Elsterien                    | 0,465 - 0,418                |
| Pleistoceen | Midden                       | Chibaien                     | Cromerien                    | diverse etages               | 0,850 - 0,465                |
| Pleistoceen | Vroeg                        | Calabrien                    | Cromerien                    | diverse etages               | 0,850 - 0,465                |
| Pleistoceen | Vroeg                        | Calabrien                    | Bavelien                     | diverse etages               | 1,07 - 0,85                  |
| Pleistoceen | Vroeg                        | Calabrien                    | Menapien                     | diverse etages               | 1,20 - 1,07                  |
| Pleistoceen | Vroeg                        | Calabrien                    | Waalien                      | diverse etages               | 1,45 - 1,20                  |
| Pleistoceen | Vroeg                        | Calabrien                    | Eburonien                    | diverse etages               | 1,80 - 1,45                  |
| Pleistoceen | Vroeg                        | Gelasien                     | Tiglien                      | diverse etages               | 2,40 - 1,80                  |
| Pleistoceen | Vroeg                        | Gelasien                     | Pretiglien                   | diverse etages               | 2,58 - 2,40                  |
| Plioceen |                              | Piacenzien                   | Reuverien                    |                              | ouder                        |
| Tabel 1 - Indeling van het Pleistoceen Blauwe vakken: Glaciaal of Stadiaal - Roze vakken: Interglaciaal of Interstadiaal |                              |                              |                              |                              |                              |

Het geologisch tijdperk Belvédère Interglaciaal is een etage van de serie Pleistoceen. Het Belvédère Interglaciaal wordt door sommigen rond 324 tot 338 ka, door anderen rond 250 ka geplaatst. Het werd voorafgegaan en opgevolgd door onbenoemde glacialen. Het Belvédère Interglaciaal behoort tot het Midden Pleistoceen. De typelocatie van dit interglaciaal is de voormalige groeve Belvédère bij Maastricht.

## Ontdekking en naamgeving
Aandacht voor de Pleistocene afzettingen van de Maas bij Maastricht is er al sinds het begin van de negentiende eeuw. In de zand- en grindlagen van de Maasterrassen werden ook al vroeg resten van fossiele zoogdieren vermeld.
De aanleiding voor uitgebreid geologisch en archeologisch onderzoek was een in situ vondst in de groeve Belvédère bij Maastricht van een vuurstenen vuistbijl uit het Paleolithicum, die in 1980 door de geoloog W.M. Felder in het kader van een veldopname van de geologische kartering door de toenmalige Rijks Geologische Dienst werd gedaan.
Deze ontdekking had tot gevolg dat gedurende ruim 20 jaar archeologisch onderzoek werd verricht door het Archeologisch Centrum van de Leidse Universiteit, begeleid door geologisch en paleontologisch onderzoek van diverse instellingen. Daarnaast werden de afgravingswanden gedurende vele jaren onderzocht door een groep Limburgse amateurarcheologen die belangrijk aan de kennis van de geologische opbouw van de profielen hebben bijgedragen.

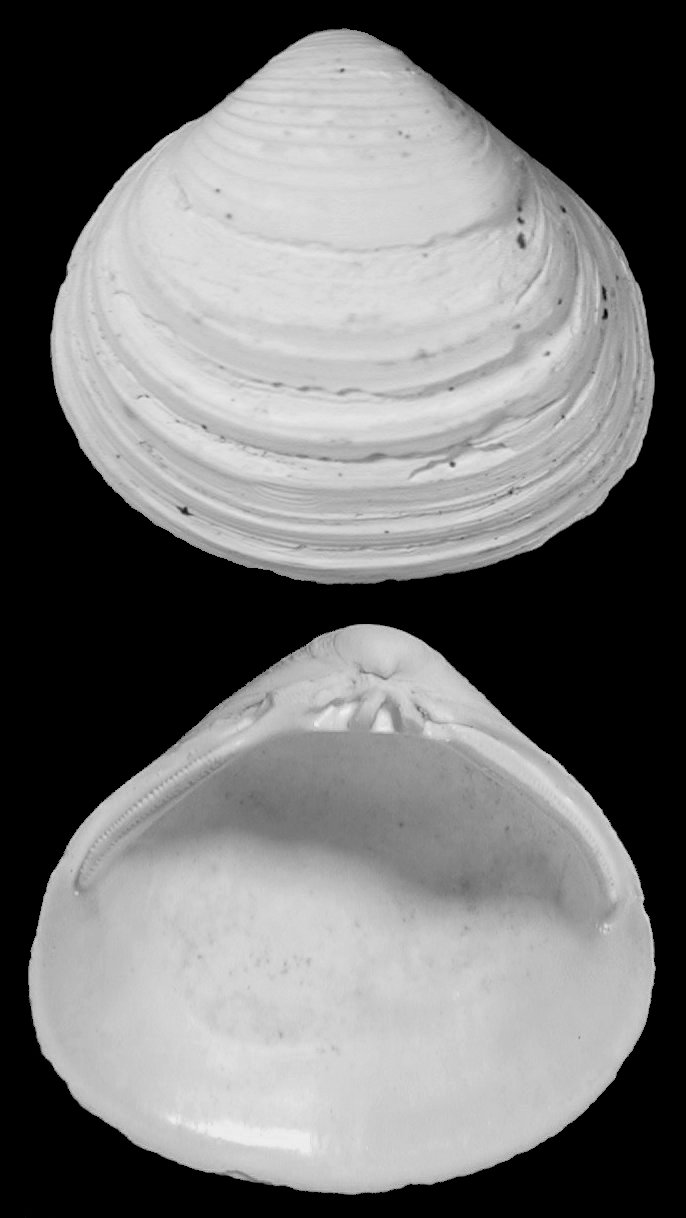
Corbicula fluminalis auct. Uit de groeve Maastricht-Belvédère, in afzettingen uit het Belvédère Interglaciaal

Het onderzoek leidde tot veel wetenschappelijke en populair-wetenschappelijke artikelen, enkele proefschriften en het inzicht dat de belangrijkste lagen met archeologische en paleontologische vondsten tot een tot dan toe onbenoemd interglaciaal gerekend moesten worden. Dit interglaciaal werd naar de groeve waarin de afzettingen als zodanig herkend waren genoemd: het Belvédère Interglaciaal. De groeve Belvédère is dus het stratotype van dit interglaciaal. De groeve heeft jarenlang gediend als stort voor vuilnis van de gemeente Maastricht en is geheel gevuld met afval en sinds 1996 geëgaliseerd. Met het oog op eventueel toekomstig onderzoek van de archeologisch meest interessante gedeelten is een deel daarvan niet afgegraven. Deze plaatsen zijn met plastic afgedekt en liggen nu meters onder het vuilnis.

## Voorkomen en correlatie
De interglaciale afzettingen bestaan uit zanden, lemen en kalkgyttja's (moeraskalk) en liggen op de grove grind- en zandsedimenten van het Cabergterras.
De fijnkorrelige afzettingen bevatten lokaal kalkige fossielen, zoals schelpen, ostracoden en botten, maar bleken geen pollen te bevatten. Palynologisch onderzoek ter karakterisering en correlatie van de nieuwe afzettingen met reeds bekende afzettingen zoals in Nederland gebruikelijk was geworden in de tweede helft van de twintigste eeuw, was daarom niet mogelijk. Indicaties voor een ouderdomsbepaling werden in eerste instantie verkregen uit terrasstratigrafie, paleosolonderzoek, en de zoogdier- en de molluskenfauna. Fysisch en fysisch-chemische ouderdomsbepalingen werden verkregen met E.S.R. aan schelpen van Valvata piscinalis, thermoluminescentie aan verbrande vuursteen en bepalingen van aminozuurracemisatie aan Corbicula fluminalis en Valvata piscinalis.

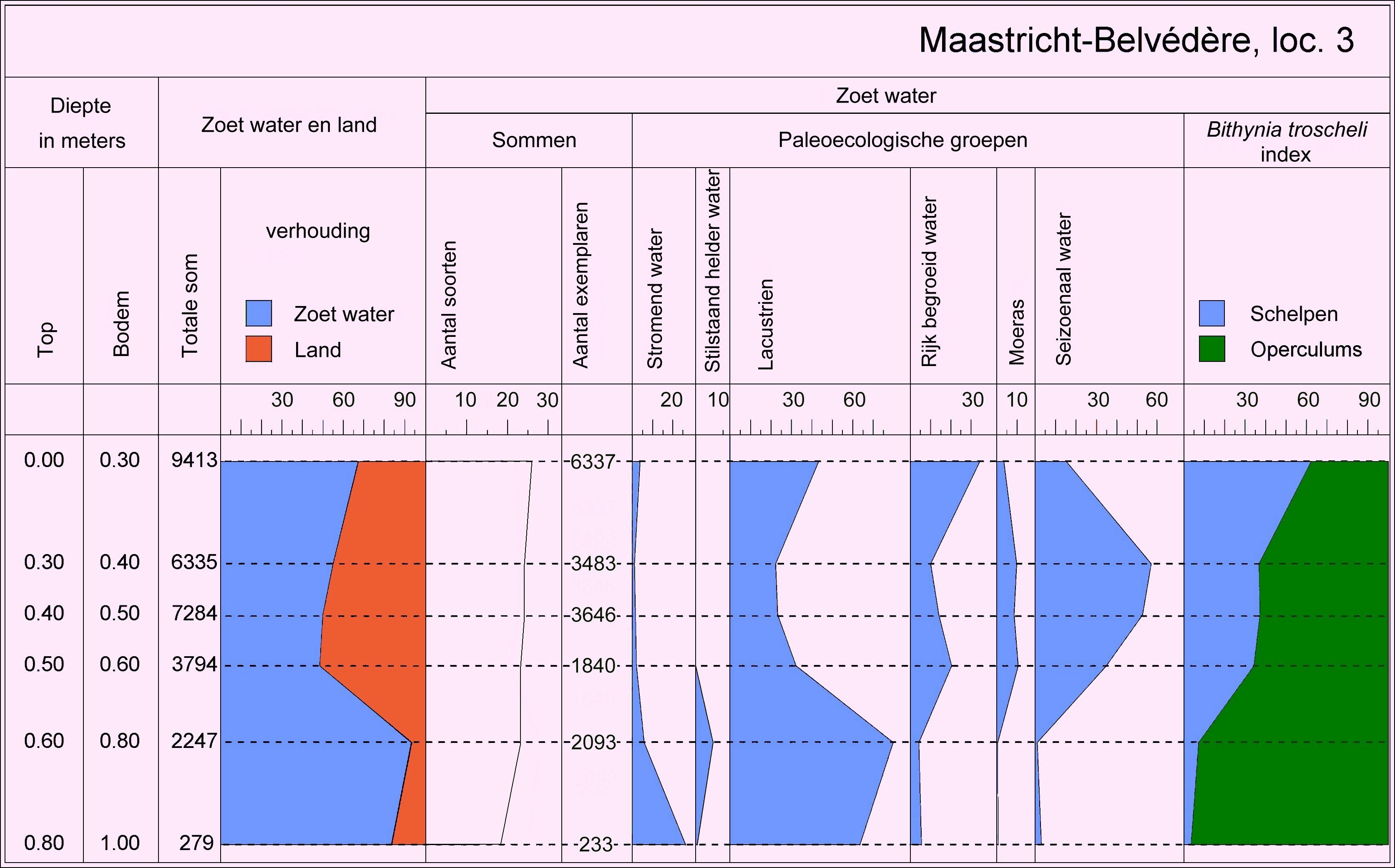
Belvédère, Site 3; Paleoecologisch diagram van de zoetwatermolluskenfauna; Het diagram laat zien dat een langzaam stromend water (onderin) verandert in stilstaand water dat vervolgens ondieper en moerassiger wordt.

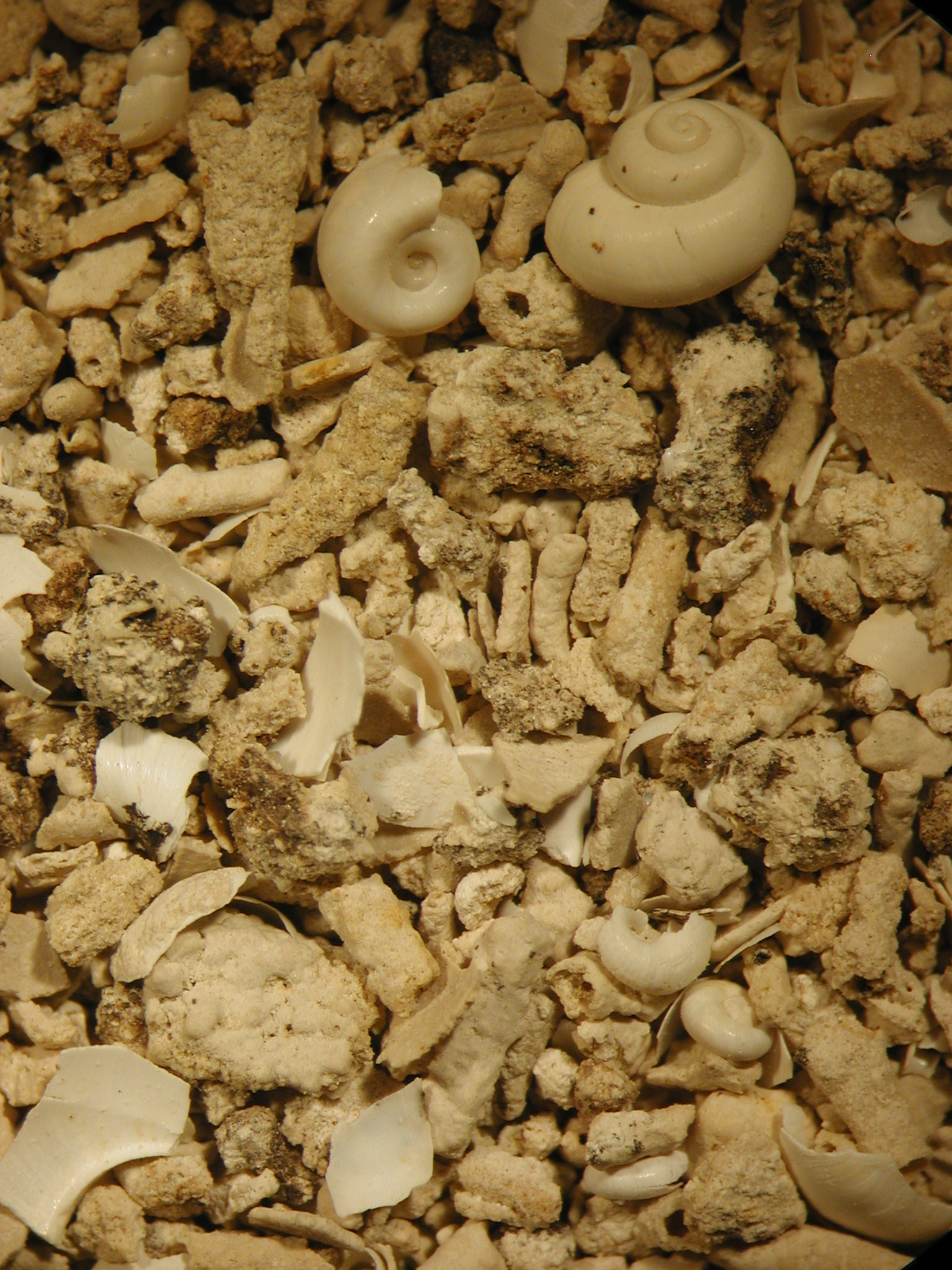
Spoelresidu van een monster uit de moeraskalk van Maastricht-Belvédère: amorfe kalkpartikels, geïncrustreerde takjes van Characeae en land- en zoetwaterschelpjes (Valvata piscinalis, Valvata cristata, Planorbis carinatus, Lymnaea stagnalis en Trichia hispida).

Uit deze gegevens bleek dat het Belvédère Interglaciaal jonger dan de afzettingen bij Neede (ouderdom: Holsteinien) en ouder dan Eemien was. Bovendien bleek uit het evolutionaire stadium van de kiesjes van Arvicola terrestris terrestris dat het Belvédère Interglaciaal niet direct aan het Eemien voorafging, maar dat er tussen beide interglacialen nog een interglaciaal aanwezig moest zijn. Dit werd bevestigd door gegevens uit aminozuuronderzoek. Het tussenliggende interglaciaal werd later als het Oostermeer Interglaciaal geïntroduceerd.
In het stuwwallengebied bij Wageningen zijn in een zand- en grindgroeve bij de Fransche Kamp afzettingen uit het Belvédère Interglaciaal aanwezig. Deze afzettingen zijn door de gletsjers uit het Saalien gestuwd. Door deze glaciale stuwing zijn de interglaciale afzettingen geplooid en staan zij plaatselijk verticaal. De interglaciale afzettingen bevatten een zoogdierfauna die gelijkenis vertoont met die uit de Belvédère-groeve. Van Arvicola terrestris terrestris is hetzelfde evolutionaire stadium aanwezig. Doordat de facies sterk verschilt, is de molluskenfauna anders, maar Corbicula fluminalis is ook hier aanwezig. De uitkomsten van aminozuurracemisatie bepalingen zijn vrijwel gelijk aan die van Belvédère. Anders dan bij Belvédère is het sediment van Fransche Kamp door de andere facies wel pollenhoudend. Het pollenonderzoek wijst op een interglaciaal maar is verder insignificant voor ouderdombepaling. Wel is de linde (Tilia) in hoge percentages aanwezig. Wellicht geeft dit in de toekomst aanvullende aanknopingspunten voor correlatie met andere locaties.
Uit aminozuurracemisatieonderzoek is gebleken dat het Belvédère Interglaciaal wellicht met M.I.S. 9 overeenkomt. Op basis van thermoluminiscentiedateringen van verbrand vuursteen (250 +/- 20 ka), ESR datering van schelpen (220 +/- 20 ka), de positie van de afzettingen in de stratigrafie van Maasterrassen, onderscheiden bodemhorizonten en de fauna uit de bewuste afzettingen wordt het Belvédère interglaciaal door anderen echter in M.I.S. 7 geplaatst.